# فرانك وليامز (كرة سلة)
فرانك وليامز (بالإنجليزية: Frank Williams)‏ مواليد 25 فبراير 1980 في بيوريا، هو لاعب كرة سلة أمريكي معتزل بدأ مسيرته الاحترافية في سنة 2002. تم اختياره من قبل فريق دنفر ناغتس خلال الدرافت وحمل الرقم 30. يبلغ طوله 6 قدم 3 بوصة (1.9 م). اعتزل اللعب في 2010.

## المسيرة الاحترافية
لعب مع نيويورك نيكس من سنة 2002 إلى 2004، ثم لعب مع شيكاغو بولز في موسم 2004–2005، ثم لعب مع سكافاتي باسكت في موسم 2007–2008، ثم لعب مع يونيون في الدوري الأرجنتيني في سنة 2009.

## روابط خارجية
- فرانك وليامز على موقع إن بي أي (الإنجليزية)
- فرانك وليامز على موقع سبورتس رفرنس (الإنجليزية)
- فرانك وليامز على موقع كرة السلة الأوروبية.كوم (الإنجليزية)
- فرانك وليامز على موقع كلية كرة السلة في سبورتس رفرنس.كوم (الإنجليزية)
- فرانك وليامز على موقع ريلجم (الإنجليزية)
- فرانك وليامز على موقع بروبوليرز (الإنجليزية)
- فرانك وليامز على موقع سبورتس رفرنس (الإنجليزية)
- فرانك وليامز على موقع سبورتس رفرنس (الإنجليزية)